# Hrvatska gorska služba spašavanja
Hrvatska gorska služba spašavanja (HGSS) je nacionalna, dobrovoljna, stručna, humanitarna i nestranačka udruga javnoga značaja. Osnovni ciljevi HGSS-a su sprječavanje nesreća, spašavanje i pružanje prve medicinske pomoći u planini i na drugim nepristupačnim područjima i u izvanrednim okolnostima kod kojih pri spašavanju i pružanju pomoći treba primijeniti posebno stručno znanje i upotrijebiti tehničku opremu za spašavanje u planinama, a u svrhu očuvanja ljudskog života, zdravlja i imovine.
HGSS je neprofitna udruga koja obavlja djelatnosti od interesa za Republiku Hrvatsku. Okuplja gorske spašavatelje HGSS-a koje pokrivaju cijelo područje Republike Hrvatske. Rad HGSS-a definiran je Zakonom o sustavu civilne zaštite i Zakonom o Hrvatskoj gorskoj službi spašavanja kojeg je Hrvatski sabor donio 30. lipnja 2006. godine.
U svome djelovanju surađuje s tijelima državne uprave i tijelima jedinica lokalne i područne/regionalne samouprave, ustanovama, Oružanim snagama Republike Hrvatske, zdravstvenim ustanovama i ustanovama socijalne skrbi, Hrvatskim planinarskim savezom i drugim pravnim i fizičkim osobama u području kulture, fizičke kulture i sporta, turizma, zaštite prirode i okoliša, prometa. Također usko surađuje i s javnim ustanovama i nadležnim tijelima za zaštitu prirode u području zaštite i očuvanja planinske prirode i zaštite okoliša.Područja rada Gorske službe spašavanja često su i urbane sredine te druga neplaninska područja. To su akcije na visokim objektima, tunelima i cijevima, u prometnim nesrećama i na moru te kod niza ekstremnih sportova (parajedrenje, brdski biciklizam, rafting i sl.). Osim spašavanja i pružanje prve pomoći unesrećenima na nepristupačnim područjima, veliku pažnju HGSS posvećuje edukaciji i prevenciji, odnosno sprečavanju i izbjegavanju nesreća na nepristupačnim terenima, posebice planinarskih nesreća. Tako gorski spašavatelji osiguravaju sva značajnija skijališta u Hrvatskoj: Sljeme, Platak, Bjelolasicu te penjalište u Nacionalnom parku Paklenica. Osim toga skrbi za sigurnost na raznim događanjima iz domene ekstremnih sportova poput utrka brdskih bicikala, natjecanja u sportskom penjanju i ostalom.
HGSS je članica ICAR (Internationale Kommission für Alpines Rettungswesen - Commission Internationale de Sauvetage Alpin - Međunarodna komisija gorskih spasilačkih službi), ujedno je članica te jedna od osnivača ECRA-e (European Cave Rescue Association – Europsko speleospasilačko udruženje). Također HGSS je članica IRO organizacije (International Search and Rescue Dog Organisation).

## Povijest
HGSS je osnovana 1950. godine pri Hrvatskom planinarkom savezu kao interna služba a s vremenom je prerasla u službu javnog karaktera i djelovanja od iznimnog nacionalnog interesa države jer pri javnim institucijama ne postoji služba sličnog djelovanja. 2010. godine HGSS je nakon 60 godina aktivnog djelovanja sudjelovao u više od 6000 akcija spašavanja.

## Članovi
HGSS broji preko 1000 članova. Svi članovi HGSS su dobrovoljni članovi i za svoj rad ne primaju nikakvu naknadu u vidu plaće. Što se tiče strukture članstva, radi se o alpinistima, speleolozima, speleoroniocima, visokogorskim planinarima i skijašima, koji su posebnom obukom osposobljeni za pružanje prve medicinske pomoći i osposobljeni za sve tehnike gorskog spašavanja, uključujući i spašavanja uz pomoć helikoptera te za potrage na nepristupačnim terenima i uz pomoć potražnih pasa. Sami članovi HGSS-a dolaze iz raznih dijelatnosti, raznih stručnih sprema i školskih naobrazovanja koja su nerijetko usklađena s radom HGSS kao npr. raznog medicinskog kadra i tehnički stručnjaka gdje sustavno prate iskustvom na terenu kako bi se što bolje upotpunjavali u radu. 
Dobro je znati da postoje razlike među članovima HGSS-a po statusu (odnosno po stupnju obuke). Svaki član mora proći tečajeve HGSS-a (3 tečaja spašavanja u različitim situacijama, tečaj prve pomoći i sl.) te položiti ispit za spašavatelja kako bi stekao status gorskog spašavatelja. Dakle, članovi HGSS-a po statusu su:
1. Redovni članovi - Redovni članovi HGSS-a moraju biti punoljetne i poslovno sposobne osobe koje vladaju općim znanjem i vještinama za kretanje u planini i drugim nepristupačnim terenima te posjeduju posebna stručna znanja potrebna za obavljanje djelatnosti gorskog spašavanja po svim vremenskim prilikama i na svakom terenu, a koje su prihvatile Statut HGSS-a, načela i programske zadaće i spremne su ih provoditi.
Pričuvni članovi HGSS-a su potkategorija redovnih članova koji zbog dokazivih zdravstvenih ili drugih objektivnih razloga ne mogu sudjelovati u složenijim akcijama spašavanja, a aktivni su u radu Stanice.  
Redovne članove HGSS-a čine spašavatelji, gorski spašavatelji i instruktori gorskog spašavanja koji se biraju, školuju i stječu status u skladu sa Statutom HGSS-a, ovim Pravilnikom, Programom školovanja i drugim propisima.
- SPAŠAVATELJI - Spašavatelji su pripravnici za gorskog spašavatelja te kao takvi pripadaju redovnom članstvu. Spašavateljem se postaje nakon završetka tečaja prve pomoći te jednog od osnovnih tečajeva za osposobljavanje za gorskog spašavatelja (tečaj spašavanja u ljetnim uvjetima, tečaj spašavanja u zimskim uvjetima ili tečaj speleospašavanja) i položenog ispita za spašavatelja.

- GORSKI SPAŠAVATELJI - Gorskim spašavateljem postaje spašavatelj ako ima spašavateljski staž, koji nije kraći od dvije godine, završene tečajeve osposobljavanja za gorskog spašavatelja (tečaj prve pomoći, tečaj spašavanja u ljetnim uvjetima, tečaj spašavanja u zimskim uvjetima i tečaj speleospašavanja) i položi ispit za gorskog spašavatelja.
- SPAŠAVATELJI I GORSKI SPAŠAVATELJI SPECIJALNOSTI -  Spašavatelji specijalnosti i gorski spašavatelji specijalnosti su članovi koji su završili i položili tečaj specijalnosti spašavanja. Njihovo školovanje i rad se definiraju posenim pravilnikom unutar HGSS-a

2. Pripravnici - Pripravnici HGSS-a su osobe učlanjene u Stanici koje još nisu položile ispit iz prve pomoći i završile najmanje jedan od osnovnih tečajeva.
Za vrijeme pripravničkog staža, Stanica pripravniku osigurava mentora ili više njih koji su dužni pratiti i nadgledati njegov stručni razvoj.
Pripravnici mogu pod određenim uvjetima sudjelovati u akcijama spašavanj
3. Počasni članovi - Počasni članovi su osobe koje su osobitim zaslugama pridonijele razvoju djelatnosti koje provodi HGSS.

### Poznati članovi
- Vinko Prizmić dugogodišnji pročelnik službe HGSS-a.
- Stipe Božić 1951. hrvatski alpinist, putopisac, redatelj dokumentarnih filmova i emisija, zaposlenik HRT-a.
- Edvard Edo Retelj (*12. kolovoza 1961. - †23. veljače 2013.) hrvatski alpinist tragično poginuo u lavini na planini Kamešnici.
- Miroslav Pleško Čo (*1938. - †4. kolovoza 2016.) - gorski spašavatelj i instruktor HGSS nestao u vodama ušća Dunava u Crno more.
- Darko Berljak 32 puta himalajac, tajnik HGSS-a i vođa Hrvatske ženske ekspedicije na Mt. Everest[1]

## Stanice i djelovanje HGSS
Regionalno HGSS ima 25 stanica u RH koje su ravnomjerno strateški osnovane diljem države. Stanice se nalaze u naseljima:
- Bjelovar,
- Čakovec,
- Delnice,
- Dubrovnik,
- Gospić,
- Karlovac,
- Koprivnica,
- Krapina,
- Makarska,
- Novska,
- Ogulin,
- Orahovica,
- Orebić,
- Osijek,
- Požega,
- Pula,
- Rijeka,
- Samobor,
- Šibenik,
- Slavonski Brod,
- Split,
- Varaždin,
- Vinkovci,
- Zadar,
- Zagreb.

U slučajevima intervencija HGSS-a na intervenciju izlaze službe iz najbliže stanice a po potrebi se angažiraju članovi službe iz drugih stanica. HGSS je kao dobrovoljna služba 24 sata dnevno operatibilno raspoloživa tijekom 365 dana godišnje.
Kada kompleksnost akcije spašavanja to zahtjeva spašavanja HGSS surađuje s MORH-om, HRZ pruža potporu helikopterima za izvlačenje i prijevoz unesrećenih te dostavu opreme i članova na mjesto intervencije.
Osim što obavlja razne intervencije na nepristupačnim terenima i urbanim cjelinama u svrhu spašavanja ljudi i životinja, HGSS se bavi i nizom drugih aktivnosti a u svrhu poboljšanja sigurnosti i otklanjanja opasnosti iz neposredne aktivnosti na nepristupačnim područjima. HGSS na razini cijele RH provodi razne aktivnosti samostalno i u koordinaciji s pojedinim službama a s istim ciljem. HGSS se bavi izdavanjem edukativnih i preventivnih materijala te daje preporuke za izradu istih takvih materijala koje određene službe koriste za izradu turističkih brošura i vodiča, osiguranja i trasiranja sportskih i inih aktivnosti. HGSS provodi aktivnosti na osiguranju i označavanju zahtjevnijih planinarko alpinističkih staza, nadzora nad skijalištima te uređenju planinskih objekata koje koriste svi planinari a članovima HGSSa služe kao opskrbne točke i točke za odmor i skloništa za vrijeme intervencija. HGSS vrši uz pomoć svojeg stručnog članstva i razne edukacije iz područja speleologije, alpinizma, skijanje i pružanja prve pomoći za pojedince i skupine koje se bave takvim aktivnostima. HGSS izrađuje i zemljovide sa svim relevantnim podacima za neko područje uključujući i planinarske i ine staze, skloništa, težinu staza, meterološke uvjete za pojedina godišnja doba za određena područja te moguće ugroze. 

## Priznanja i nagrade
Svečanošću u Hrvatskom saboru 18. rujna 2015. godine s uvodnim obraćanjem zastupnika u Europskom parlamentu Tonina Picule, koji je i nominirao HGSS za nagradu Europskog parlamenta "Europski građanin" je pročelniku HGSS-a Vinku Prizmiću uručio medalju Europski građanin. HGSS je jedan od 47 dobitnika tog priznanja za 2015. godinu.
Nagrada Higgins and Langley Memorial and Education Award in Swiftwater Rescue uručena je 2. listopada 2015. u SAD-u HGSSu, pri čemu je naglašeno da se rad i zauzimanje HGSSovih članova često prepoznaju u javnosti i među kolegama u spasilačkim organizacijama i službama u Hrvatskoj i svijetu kao izniman doprinos a redom zbog svog rada tijekom velikih poplava na području RH i BiH 2014. godine.
Priznanje povodom 66. obljetnice NP Paklenica za sve što su napravili za sigurnost i spašavanje u NP.
HGSS je dobitnik mnogih godišnjih nagrada i priznanja pojedinih naselja u RH.
- Motorne sanjke HGSS-a
- Ploča HGSS-a na Platku

## Vanjske poveznice
- Hrvatska gorska služba spašavanja